# E-makumeak
El grupo e-makumeak trabaja recogiendo y divulgando información sobre la situación de la mujer en Ingeniería Informática.
El grupo surgió el año 2000 surgió principalmente de las propias académicas de la disciplina al percatarse de que el porcentaje de mujeres en los estudios de informática iba disminuyendo, al mismo tiempo aumentaba en el resto de ingenierías. Esta disminución no es solamente sino global. El grupo trabaja en tres tipos de actividades:
- Recorridos históricos sobre figuras femeninas en la historia de la informática.[2]
- Estudios cuantitativos y estadísticos sobre la situación de infra-representación numérica de las mujeres en ámbito formativo y laboral.
- Estudios cualitativos y análisis de 'barreras' con las que niñas y mujeres se enfrentan en los ámbitos anteriores, y que limitan su acceso y permanencia a estas carreras y profesiones.

El nombre e-makumeak es un juego de letras. Por una parte mujeres en euskera se dice emakumeak, y por otra parte expresiones tales como e-mail o e-comercio se han utilizado para aportar una etiqueta relativa a electrónico, a Internet. De la mezcla de ambas ideas surge e-makumeak, que podría ser similar a utilizar e-mujer en castellano, e-muller en gallego, o e-dona en catalán.